# Andrea Ghez
Andrea Ghez (New York, 1965. június 16. –) amerikai csillagász és asztrofizikus, aki elnyerte a 2020-as fizikai Nobel-díjat.
1987-ben szerzett alapdiplomát a Massachusetts Institute of Technology egyetemen. Ezután a California Institute of Technologyn folytatta tanulmányait, ahol 1989-ben mesterfokozatot, 1992-ben pedig doktorált. 1994 óta Los Angelesben, a Kaliforniai Egyetemen tanít. Legáttörőbb eredménye az volt, hogy kimutatta, a Tejútrendszer központjában egy rendkívül nagy tömegű kompakt objektum (fekete lyuk) helyezkedik el. Ezért a felfedezéséért 2020-ban megosztva neki ítélték a fizikai Nobel-díjat.